# Virslīga 2023
Die Virslīga 2023 war die 32. Spielzeit der höchsten lettischen Fußball-Spielklasse der Herren seit deren Neugründung im Jahr 1992. Offiziell trug die Liga den Namen Optibet Virslīga und wurde vom Lettischen Fußballverband ausgetragen. Die Spielzeit begann am 11. März und endete am 11. November 2023. Titelverteidiger war der Valmiera FC. Der FK Spartaks war abgestiegen und wurde durch den Aufsteiger FS Jelgava ersetzt.

## Modus
Die Teams spielten an 36 Spieltagen viermal gegeneinander; zweimal zu Hause und zweimal auswärts. Der Meister qualifizierte sich für die Champions League, der Zweite, Dritte und Pokalsieger für die Conference League. Der Tabellenletzte stieg direkt ab, der Vorletzte spielte in der Relegation um den Klassenerhalt.

## Vereine
| Verein         | Stadt      | Stadion                  | Kapazität |
| -------------- | ---------- | ------------------------ | --------- |
| FK Metta       | Riga       | Daugava-Stadion          | 10.4610   |
| Riga FC        | Riga       | Skonto-Stadion           | 8.207     |
| FK Liepāja     | Liepāja    | Daugava-Stadion          | 5.008     |
| SK Super Nova  | Salaspils  | Salaspils stadion        | 2.500     |
| BFC Daugavpils | Daugavpils | Celtnieks-Stadion        | 1.980     |
| FS Jelgava     | Jelgava    | FS Jelgava sporta bāzes  | 1.200     |
| FK Tukums 2000 | Tukums     | Tukuma pilsētas stadions | 1.000     |
| Valmiera FC    | Valmiera   | Jānis-Daliņš-Stadion     | 1.000     |
| FK Auda        | Riga       | Audas stadions           | 0.520     |
| FK RFS         | Riga       | Arkādija-Stadion         | 0.432     |

## Abschlusstabelle
| Pl. | Verein             | Sp. | S  | U  | N  | Tore    | Diff. | Punkte |
| --- | ------------------ | --- | -- | -- | -- | ------- | ----- | ------ |
| 1.  | FK RFS             | 36  | 27 | 8  | 1  | 096:180 | +78   | 89     |
| 2.  | Riga FC            | 36  | 27 | 7  | 2  | 089:210 | +68   | 88     |
| 3.  | FK Auda (P)        | 36  | 16 | 10 | 10 | 044:390 | +5    | 58     |
| 4.  | Valmiera FC (M) 1  | 36  | 14 | 11 | 11 | 047:400 | +7    | 53     |
| 5.  | FK Liepāja         | 36  | 14 | 9  | 13 | 052:540 | −2    | 51     |
| 6.  | FS Jelgava (N)     | 36  | 10 | 10 | 16 | 042:570 | −15   | 40     |
| 7.  | BFC Daugavpils     | 36  | 9  | 9  | 18 | 040:520 | −12   | 36     |
| 8.  | FK Tukums 2000/TSS | 36  | 9  | 8  | 19 | 047:830 | −36   | 35     |
| 9.  | FK Metta           | 36  | 8  | 9  | 19 | 041:630 | −22   | 33     |
| 10. | SK Super Nova      | 36  | 3  | 5  | 28 | 025:960 | −71   | 14     |

| (M) | amtierender Meister     |
| (P) | amtierender Pokalsieger |
| (N) | Neu/Aufsteiger          |

## Kreuztabelle
| Hinrunde (Runden 1–18) | Hinrunde (Runden 1–18) | Hinrunde (Runden 1–18) | Hinrunde (Runden 1–18) | Hinrunde (Runden 1–18) | Hinrunde (Runden 1–18) | Hinrunde (Runden 1–18) | Hinrunde (Runden 1–18) | Hinrunde (Runden 1–18) | Hinrunde (Runden 1–18) | 2023           | Rückrunde (Runden 19–36) | Rückrunde (Runden 19–36) | Rückrunde (Runden 19–36) | Rückrunde (Runden 19–36) | Rückrunde (Runden 19–36) | Rückrunde (Runden 19–36) | Rückrunde (Runden 19–36) | Rückrunde (Runden 19–36) | Rückrunde (Runden 19–36) | Rückrunde (Runden 19–36) |
| ---------------------- | ---------------------- | ---------------------- | ---------------------- | ---------------------- | ---------------------- | ---------------------- | ---------------------- | ---------------------- | ---------------------- | -------------- | ------------------------ | ------------------------ | ------------------------ | ------------------------ | ------------------------ | ------------------------ | ------------------------ | ------------------------ | ------------------------ | ------------------------ |
|                        |                        |                        |                        |                        |                        |                        |                        |                        |                        | Verein         |                          |                          |                          |                          |                          |                          |                          |                          |                          |                          |
|                        | 1:0                    | 0:0                    | 0:1                    | 1:1                    | 4:3                    | 1:0                    | 1:1                    | 3:1                    | 2:0                    | Valmiera FC    |                          | 1:1                      | 1:0                      | 1:1                      | 1:2                      | 6:0                      | 0:1                      | 2:1                      | 1:1                      | 2:2                      |
| 3:0                    |                        | 1:1                    | 3:1                    | 2:0                    | 5:1                    | 1:0                    | 4:0                    | 5:1                    | 2:1                    | Riga FC        | 3:0                      |                          | 2:2                      | 3:1                      | 1:0                      | 4:0                      | 3:0                      | 1:0                      | 1:1                      | 3:5                      |
| 2:1                    | 0:0                    |                        | 2:0                    | 2:0                    | 1:0                    | 3:1                    | 5:0                    | 2:1                    | 4:0                    | FK RFS         | 3:0                      | 0:0                      |                          | 3:1                      | 3:0                      | 7:0                      | 3:1                      | 1:0                      | 5:0                      | 1:0                      |
| 1:2                    | 0:3                    | 0:3                    |                        | 1:1                    | 0:1                    | 1:0                    | 1:1                    | 2:1                    | 3:2                    | FK Liepāja     | 1:4                      | 0:4                      | 1:1                      |                          | 1:1                      | 1:0                      | 2:1                      | 3:2                      | 2:0                      | 1:1                      |
| 0:4                    | 0:2                    | 0:0                    | 0:4                    |                        | 0:3                    | 1:1                    | 3:1                    | 2:0                    | 1:0                    | FK Auda        | 0:0                      | 0:1                      | 2:5                      | 1:1                      |                          | 1:0                      | 1:0                      | 3:1                      | 1:0                      | 3:0                      |
| 0:0                    | 0:2                    | 1:7                    | 0:3                    | 2:2                    |                        | 1:0                    | 1:2                    | 3:2                    | 2:0                    | FK Tukums 2000 | 3:2                      | 0:6                      | 4:5                      | 1:2                      | 2:2                      |                          | 3:0                      | 1:1                      | 1:0                      | 0:0                      |
| 1:1                    | 1:1                    | 0:5                    | 1:2                    | 0:2                    | 3:3                    |                        | 1:1                    | 3:0                    | 5:2                    | BFC Daugavpils | 0:0                      | 0:2                      | 0:1                      | 2:1                      | 0:2                      | 3:1                      |                          | 4:2                      | 2:0                      | 1:1                      |
| 0:1                    | 0:2                    | 0:0                    | 1:1                    | 0:2                    | 3:2                    | 3:2                    |                        | 4:1                    | 0:1                    | FK Metta       | 4:1                      | 1:3                      | 0:6                      | 1:1                      | 0:1                      | 1:1                      | 0:0                      |                          | 0:1                      | 0:1                      |
| 1:0                    | 0:4                    | 1:6                    | 2:6                    | 0:2                    | 2:0                    | 0:4                    | 0:3                    |                        | 2:2                    | SK Super Nova  | 0:2                      | 1:5                      | 0:4                      | 0:2                      | 0:5                      | 2:5                      | 0:1                      | 1:3                      |                          | 1:1                      |
| 2:0                    | 1:3                    | 0:2                    | 2:1                    | 0:0                    | 2:2                    | 2:1                    | 2:1                    | 2:0                    |                        | FS Jelgava     | 0:1                      | 1:3                      | 0:1                      | 3:2                      | 0:2                      | 2:0                      | 0:0                      | 2:3                      | 2:2                      |                          |

## Relegation
Am Ende der regulären Saison trat der Neuntplatzierte der Virslīga gegen den Zweitplatzierten der 1. līga in der Relegation an. Die Spiele fanden am 22. und 25. November 2023 statt.
|          | Gesamt |             | Hinspiel | Rückspiel |
| -------- | ------ | ----------- | -------- | --------- |
| FK Metta | 8:2    | Skanstes SK | 6:1      | 2:1       |

Beide Vereine blieben in ihren jeweiligen Ligen.

## Torschützenliste
| Pl.      | Name                | Mannschaft     | Tore |
| -------- | ------------------- | -------------- | ---- |
| 01.      | Marko Regža         | Riga FC        | 19   |
| 02.      | Jānis Ikaunieks     | FK RFS         | 15   |
| 03.      | Andrej Ilić         | FK RFS         | 14   |
| 04.      | Dodô                | FK Liepāja     | 13   |
| 05.      | Reginaldo Ramires   | FK Auda        | 12   |
| 06.      | Ismaël Diomandé     | FK RFS         | 11   |
| 07.      | Jevgenijs Miņins    | SK Super Nova  | 10   |
| 08.      | Emerson Deocleciano | FK RFS         | 09   |
| 08.      | Raivis Ķiršs        | FK Tukums 2000 | 09   |
| 08.      | Valerijs Lizunovs   | BFC Daugavpils | 09   |
| 08.      | Victor Osuagwu      | FS Jelgava     | 09   |
| Endstand |                     |                |      |